# Oficina Espanyola de Patents i Marques
L'Oficina Espanyola de Patents i Marques (OEPM) és un organisme autònom depenent del Ministeri d'Indústria, Comerç i Turisme que realitza les funcions de recepció, estudi i concessió de les diferents modalitats de propietat industrial que es concedeixen en Espanya, excepte les varietats vegetals i denominacions d'origen.
L'actual Director General de l'OEPM és José Antonio Gil Celedonio, pertanyent a la XLVIII Promoció d'Administradors Civils de l'Estat (OPE 2013) i nomenat màxim responsable d'aquest organisme per Reial decret 652/2018, de 22 de juny (BOE de 23 de juny).

## Funcions
L'OEPM concedeix patents, models d'utilitat, marques, noms comercials, certificats complementaris de protecció de medicaments i productes fitosanitaris, topografies de productes semiconductors i dissenys industrials.
En el plànol internacional, l'OEPM és l'encarregada de representar a Espanya en els diferents fòrums i organitzacions internacionals que s'encarreguen de la propietat industrial. Té com a missió: 
- Concedir els diversos títols de propietat industrial, després de l'examen de les sol·licituds corresponents.
- Oferir serveis d'informació tecnològica basats en la informació de les diverses modalitats de propietat industrial concedides per l'OEPM i per altres Oficines estrangeres.

## Objectius
- Protegir i fomentar l'activitat innovadora a Espanya, amb especial dedicació a les PIMES, i la identitat corporativa empresarial mitjançant la concessió de títols de propietat industrial.
- Transmetre informació que orienti l'activitat investigadora a través del manteniment de fons documentals i bases de dades que permeten un accés ràpid i senzill a l'estat de la tècnica mundial en qualsevol sector.
- Impulsar la circulació i l'intercanvi de béns i serveis a través de la difusió de la informació dels signes distintius registrats.

## Història
L'existència legal de l'OEPM es remunta a tres reials decrets de 1810, 1820 i 1824, any aquest últim en el qual, definitivament, es crea la institució sota el nom de Real Conservatori d'Arts i Oficis. El 16 de maig de 1902 era promulgada la primera llei espanyola de propietat industrial, quedant derogades les lleis anteriors de patents i marques. En virtut del seu article nº 116, la llei creava el Registre de la Propietat Industrial (RPI). El juliol del 1992, el RPI va passar a denominar-se Oficina Espanyola de Patents i Marques (OEPM).